# K-Lite Codec Pack
K-Lite Codec Pack es una colección de filtros DirectShow, codificadores VFW/ACM, y herramientas para codificar y decodificar formatos de audio y vídeo en Microsoft Windows. Desde la versión 14.0.0 de K-Lite Codec Pack los desarrolladores decidieron dar fin al soporte para Windows XP, y la última versión compatible con dicho sistema es la 13.8.5.

## Visión general

### Variaciones
- Basic: Contiene todo lo necesario para reproducir todos los formatos comunes de archivos de vídeo. Tal como AVI, MKV, MP4, OGM y FLV. Esta variación es para aquellos que gustan solo lo necesario, es pequeño, pero poderoso.

- Standard: Contiene algunas características adicionales en comparación con la variación Basic. Añade Media Player Classic. También tiene mejor el apoyo para la reproducción de DVD. Este paquete se recomienda para el usuario medio.

- Full: Contiene algunos extras en comparación con la variación Standard. Añade madVR, GraphStudioNext, además de más decodificadores de audio. Este paquete es ideal para usuarios avanzados.

- Mega: Es el paquete más completo. Añade VFW/ACM codecs para codificar vídeo/edición. También contiene algunas herramientas adicionales y filtros DirectShow.

## Comparación[3]
|                                                | Basic | Standard | Full | Mega | 64-bits |
| ---------------------------------------------- | ----- | -------- | ---- | ---- | ------- |
| Reproductor                                    |       |          |      |      |         |
| Media Player Classic Homecinema                | No    | Sí       | Sí   | Sí   | No      |
| Media Player Classic Regular                   | No    | No       | No   | Sí   | No      |
| Filtros de descodificación de vídeo DirectShow |       |          |      |      |         |
| ffdshow                                        | Sí    | Sí       | Sí   | Sí   | Sí      |
| LAV Video                                      | Sí    | Sí       | Sí   | Sí   | Sí      |
| Xvid MPEG-4                                    | No    | No       | No   | Sí   | No      |
| On2 VP7                                        | No    | No       | Sí   | Sí   | No      |
| Filtros de descodificación de audio DirectShow |       |          |      |      |         |
| ffdshow                                        | Sí    | Sí       | Sí   | Sí   | Sí      |
| LAV Audio                                      | Sí    | Sí       | Sí   | Sí   | Sí      |
| AC3Filter                                      | No    | No       | No   | Sí   | Sí      |
| Analizadores de audio DirectShow               |       |          |      |      |         |
| madFLAC                                        | No    | No       | Sí   | Sí   | No      |
| Monkey's Audio (DCoder)                        | No    | No       | Sí   | Sí   | No      |
| DC-Bass Source Mod                             | No    | No       | Sí   | Sí   | No      |
| Filtros DirectShow                             |       |          |      |      |         |
| Haali Media Splitter                           | Sí    | Sí       | Sí   | Sí   | Sí      |
| LAV Splitter                                   | Sí    | Sí       | Sí   | Sí   | Sí      |
| AVI splitter (Gabest)                          | No    | No       | Sí   | Sí   | No      |
| Filtro de subtítulos DirectShow                |       |          |      |      |         |
| DirectVobSub                                   | Sí    | Sí       | Sí   | Sí   | Sí      |
| Otros filtros                                  |       |          |      |      |         |
| madVR                                          | No    | No       | Sí   | Sí   | No      |
| Haali Video Renderer                           | No    | Sí       | Sí   | Sí   | Sí      |
| Códecs VFW                                     |       |          |      |      |         |
| ffdshow VFW interface                          | No    | No       | No   | Sí   | Sí      |
| Xvid                                           | No    | No       | No   | Sí   | No      |
| x264                                           | No    | No       | No   | Sí   | No      |
| Lagarith                                       | No    | No       | No   | Sí   | Sí      |
| Huffyuv                                        | No    | No       | No   | Sí   | No      |
| Códecs ACM                                     |       |          |      |      |         |
| LAME MP3 Encoder                               | No    | No       | No   | Sí   | No      |
| AC3ACM                                         | No    | No       | No   | Sí   | No      |
| Extensiones de shell                           |       |          |      |      |         |
| Icaros ThumbnailProvider                       | Sí    | Sí       | Sí   | Sí   | Sí      |
| Icaros PropertyHandler                         | Sí    | Sí       | Sí   | Sí   | Sí      |
| Media Preview                                  | No    | No       | No   | Sí   | Sí      |
| Herramientas                                   |       |          |      |      |         |
| Codec Tweak Tool                               | Sí    | Sí       | Sí   | Sí   | Sí      |
| Win7DSFilterTweaker                            | Sí    | Sí       | Sí   | Sí   | Sí      |
| MediaInfo Lite                                 | No    | Sí       | Sí   | Sí   | No      |
| GraphStudioNext                                | No    | No       | Sí   | Sí   | Sí      |
| VobSubStrip                                    | No    | No       | Sí   | Sí   | No      |
| Haali Muxer                                    | No    | No       | No   | Sí   | No      |
| FourCC Changer                                 | No    | No       | No   | Sí   | No      |
| Extras                                         |       |          |      |      |         |
| Archivos traducidos para MPC-HC                | No    | No       | Sí   | Sí   | No      |

## Formatos de archivos soportados
K-Lite Codec Pack soporta los siguientes formatos de archivos:
| File format                                                                           | Basic | Standard | Full | Mega |
| ------------------------------------------------------------------------------------- | ----- | -------- | ---- | ---- |
| AVI .avi, .divx                                                                       | Sí    | Sí       | Sí   | Sí   |
| DVD-Video .vob, .evo                                                                  | Sí    | Sí       | Sí   | Sí   |
| Blu-ray video (no encriptado) .m2ts                                                   | Sí    | Sí       | Sí   | Sí   |
| Flash Video .flv                                                                      | Sí    | Sí       | Sí   | Sí   |
| Matroska .mkv, .mka                                                                   | Sí    | Sí       | Sí   | Sí   |
| MP3 .mp3                                                                              | Sí    | Sí       | Sí   | Sí   |
| MPEG-1 formats .mpg, .mpeg, .m1v                                                      | Sí    | Sí       | Sí   | Sí   |
| MPEG-2 formats .mpe, .m2v, .mpv2, .mp2v, .m2p, .mod, .ts, .m2t, .mts, .pva, .tp, .tpr | Sí    | Sí       | Sí   | Sí   |
| MPEG-4 formats .mp4, .m4v, .mp4v, .mpv4, .m4a, .3gp, .3gpp, .3g2, .3gp2               | Sí    | Sí       | Sí   | Sí   |
| Ogg .ogg, .ogm, .ogv, .oga                                                            | Sí    | Sí       | Sí   | Sí   |
| RealMedia .rm, .rmvb, .ra, .ram                                                       | Sí    | Sí       | Sí   | Sí   |
| WebM .webm                                                                            | Sí    | Sí       | Sí   | Sí   |
| QuickTime .mov, .hdmov .qt                                                            | Sí    | Sí       | Sí   | Sí   |
| FLAC .flac                                                                            | Sí    | Sí       | Sí   | Sí   |
| WavPack .wv                                                                           | Sí    | Sí       | Sí   | Sí   |
| AC3/DTS .ac3, .dts                                                                    | No    | No       | Sí   | Sí   |
| AMR .amr                                                                              | Sí    | Sí       | Sí   | Sí   |
| AMV .amv                                                                              | No    | No       | Sí   | Sí   |
| Apple Lossless Audio Codec .alac                                                      | No    | No       | Sí   | Sí   |
| Monkey's Audio .ape, .apl                                                             | No    | No       | Sí   | Sí   |
| MPEG-4 AAC .aac                                                                       | No    | No       | Sí   | Sí   |
| Musepack .mpc, .mpp                                                                   | No    | No       | Sí   | Sí   |
| Trackers .xm, .s3m, .it, .umx                                                         | No    | No       | Sí   | Sí   |
| OptimFROG .ofr, .ofs                                                                  | No    | No       | Sí   | Sí   |
| File Format                                                                           | Basic | Standard | Full | Mega |